# Franz Joseph Gall
Franz Joseph Gall (9. březen 1758, Tiefenbronn — 22. srpen 1828, Paříž) byl německý lékař, anatom a zakladatel frenologie.
Působil jako praktický lékař ve Vídni. Roku 1786 zahájil soukromé přednášky o nové vědě "kranioskopii", kterou až jeho žáci nazvali "frenologie" a která chtěla z tvarů lebky uhadovat mentální a duchovní rysy člověka, jeho charakter či inteligenci. Přednášky však v roce 1801 císař zakázal jako pobuřující, zřejmě na popud církevních kruhů. Gall následně odjel z Vídně a cestoval po Evropě. Usadil se nakonec v Paříži. I zde propagoval svou novou vědu. Proslul sbírkou lebek, která se po jeho smrti dostala do majetku botanické zahrady v Paříži. Frenologie byla později vytlačena z vědy, Gall je nicméně považován za průkopníka studia lokalizace jednotlivých center v mozku, byť z teze o mozkových centrech odvodil zvláštní názor o tvarech lebky, která mozek obklopuje. Existenci center v mozku prokázal Paul Broca roku 1861, zároveň však prokázal, že topografie mozku nemá na tvary lebky vliv, což byl základní předpoklad frenologie. Gall též jako první v kůře mozkové odlišil šedou aktivní tkáň (neurony) a bílou spojovací tkáň (dnes nazývaná ganglia).